# 生たまごJOY!
生たまごJOY!（なまたまごジョイ）は、山陰放送（BSSテレビ）で2024年4月3日から放送されている情報バラエティ番組。毎週水曜日19:00〜19:54。全49回。
2024年3月まで放送されていた「生たまごBang!」をリニューアルして放送開始した。

## 出演者
- 森谷佳奈(BSSアナウンサー)
- 小林健和(BSSアナウンサー)
- 藤井茉莉花(BSSアナウンサー)
- 近藤夏子
- 山田ちゃーはん
- 藤井美音 - ラッテフレンズ→Chelip

## コーナー
生たまごJOY!
現在のコーナー
- 特集
- 山田ちゃーはんのラフラフ号が行く!
- ひとメシ惚れ
- ゲストとJOY!
- 中継

## JOY+
JOY+は、山陰放送で4月13日から放送開始。毎週土曜日12:00〜13:00。全56回。

### 出演者
- 中島早也佳(BSSアナウンサー)
- 森谷佳奈(BSSアナウンサー)
- 大田祐樹(BSSアナウンサー)
- 木野村尚子(BSSアナウンサー)

### コーナー
- 山陰イイモノ応援+(ナビゲーター・山田ちゃーはん)
- 生たまごJOY!アンコールアワー
- なるほど情報!知っときTIME(ナビゲーター・宇田川修一(BSSアナウンサー)